# Dartrose
 Mise en garde médicale
La dartrose de la pomme de terre, ou maladie des points noirs, est une maladie cryptogamique causée par un champignon ascomycète de la famille des Phyllachoraceae, Colletotrichum coccodes, qui affecte les cultures de pommes de terre, aussi bien les parties aériennes de la plante que les tubercules. Cette maladie est présente dans toutes les régions de culture des pommes de terre, et se développe surtout par temps chaud, l'optimum de température pour le développement du champignon se situant entre 28 et 30 °C. Ce champignon est également responsable de l'anthracnose de la tomate.
Cette maladie se manifeste par un dépérissement prématuré des tiges et des feuilles, par la destruction des racines et par l'apparition sur les tiges et tubercules de points noirs qui correspondent aux sclérotes du champignon.
La lutte contre cette maladie consiste principalement par une rotation longue (au moins quatre ans entre deux cultures successives de pomme de terre), et des mesures de prophylaxie (élimination des déchets de pommes de terre et des plantes hôtes dans le voisinage). Au cours du stockage, les tubercules devraient être maintenus à une température inférieure à 5 °C.
Les symptômes de la dartrose peuvent être confondus avec ceux de la gale argentée.